# British dance band

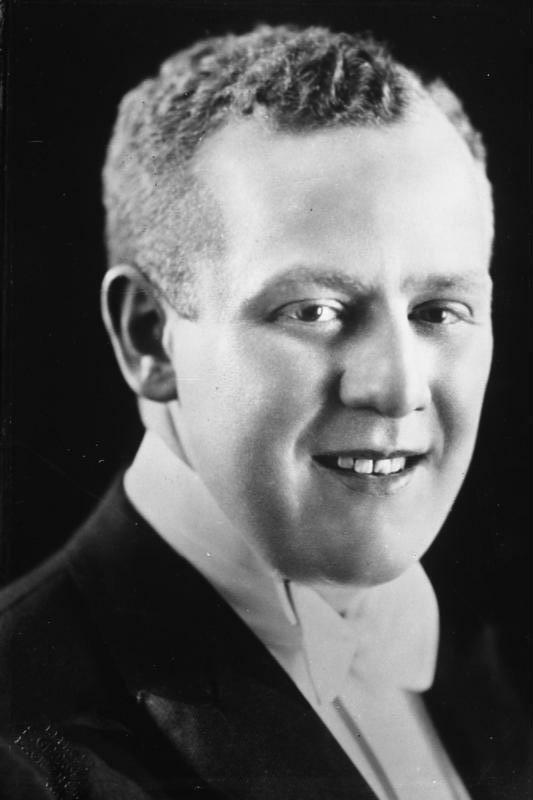
Il bandleader britannico Jack Hylton, 1930 c.ca

La british dance band è un genere di musica popolare jazz e di musica da ballo che si sviluppò nelle sale da ballo britanniche e nelle sale da ballo degli hotel durante gli anni '20 e '30, spesso chiamata l'Età d'Oro della musica britannica, prima della seconda guerra mondiale.

## Storia
A migliaia di chilometri dalle origini del jazz negli Stati Uniti, i gruppi da ballo britannici di quest'epoca suonavano tipicamente musica melodica e divertente che aveva influenze jazz e big band, ma mantenevano anche un senso del ritmo e dello stile tipicamente britannico che proveniva dal tradizione del music-hall. Spesso i comici dell'epoca o le personalità del music hall cantavano registrazioni inedite accompagnate da noti bandleader di gruppi da ballo britannici. Alcuni leader e musicisti di gruppi da ballo britannici divennero famosi negli Stati Uniti durante l'era dello swing.
Grazie alla continua tradizione di ballo da sala della Gran Bretagna e alle sue leggi sul copyright di registrazione, la musica dance britannica dell'era pre-swing attira ancora un pubblico modesto, cosa che la musica dance americana dello stesso periodo non fa.

## Importanti direttori di banda
Tra i più famosi capi banda di danza britannica e musicisti figurano:
- Bert Ambrose
- Billy Cotton
- Roy Fox
- Geraldo
- Carroll Gibbons
- Nat Gonella

- Henry Hall
- Jack Hylton
- Jack Jackson
- Charlie Kunz
- Sydney Kyte

- Brian Lawrance
- Sydney Lipton
- Joe Loss
- Ray Noble
- Jack Payne
- Lou Preager

- Harry Roy
- Debroy Somers
- Lew Stone
- Hedley Ward
- Maurice Winnick
- Eric Winstone

## Musicisti di spicco
I musicisti più famosi che si sono esibiti con gruppi da ballo britannici comprendono:
- Billy Amstell
- George Chisholm
- Harry Lewis
- Tommy McQuater
- Ivor Moreton e Dave Kaye
- Angela Morley

## Cantanti importanti
Molti cantanti popolari sono diventati famosi come cantanti nelle registrazioni delle band di danza britanniche. Non sono sempre accreditati sull'etichetta discografica, tranne che per la descrizione "con ritornello vocale", ma un ascoltatore esperto di solito può identificare le voci di questi cantanti altrimenti anonimi. Tra i cantanti famosi della band di danza britannica troviamo:
- Al Bowlly
- Alan Breeze
- Sam Browne
- Elsie Carlisle
- Helen Clare
- Sam Costa

- Evelyn Dall
- Frances Day
- Denny Dennis
- Chick Henderson
- Mary Lee

- Anne Lenner
- Vera Lynn
- Pat McCormack
- Pat O'Malley
- Bob and Alf Pearson

- Val Rosing
- Anne Shelton
- Dorothy Squires

## Bande di danza di servizio britanniche
The Squadronaires sono una band della Royal Air Force che divenne la più nota delle band di danza di servizio britanniche durante la seconda guerra mondiale, con successi come "There’s Something in the Air" e "South Rampart Street Parade". Hanno suonato a balli e concerti per il personale di servizio, trasmesso sulla BBC e registrato sull'etichetta Decca. Molti dei membri suonarono come turnisti nella band di Bert Ambrose e continuarono ad essere popolari dopo la guerra sotto la guida di Ronnie Aldrich. Altre band di servizio britanniche furono i Blue Mariners, i Blue Rockets e gli Skyrockets.

## Locali famosi
Caffè, club, hotel e ristoranti a Londra noti per la musica dance band britannica durante il Secolo d'Oro includono:
- The Ambassadors Club, Conduit Street
- The Astoria Ballroom, 157, Charing Cross Road, WC2
- The Bat Club
- The Bag O'Nails, Kingly Street[5]
- Berkeley Hotel, Piccadilly
- Café Anglais, Leicester Square
- Café de Paris, Coventry Street
- Carlton Hotel, 90, Belgrave Road, Victoria
- Casani Club, Imperial House, Regent Street
- Hotel Cecil, Strand
- Ciro's Club, Orange Street, fuori Haymarket
- Devonshire House, Piccadilly
- The Dorchester, Park Lane
- Embassy Club, Old Bond Street

- Fischer's Restaurant, Bond Street
- Grosvenor House Hotel, Park Lane
- Hatchettes, Piccadilly
- Hollywood restaurant, Piccadilly
- Kit-Cat Club, Haymarket
- Monseigneur Grill restaurant, 16-17 Jermyn Street, SW1
- The May Fair, Berkeley Square
- Murray's Club, Beak Street
- New Princes, Piccadilly
- Piccadilly Hotel, Piccadilly
- Quaglino's, Bury Street
- Romano's, Strand
- Hotel Savoy, Strand
- The Waldorf Hilton, London, Aldwych

## Nella cultura popolare
- La commedia musicale britannica del 1935 She Shall Have Music, presentava Jack Hylton nei panni di se stesso in un ruolo parlante e la sua orchestra.
- La commedia musicale britannica del 1937 Calling All Stars presentava Bert Ambrose, Carroll Gibbons ed Evelyn Dall.[6]
- La commedia musicale britannica del 1938 Kicking the Moon Around presentava Bert Ambrose ed Evelyn Dall.[7]
- è andato in onda dal 1969 al 1995 con una playlist di musica da gruppo da ballo britannica. È stato presentato da Alan Dell e successivamente da Malcolm Laycock. Il programma è stato successivamente trasferito a Sunday Night at 10, fino a quando il contenuto della band da ballo britannica non fu abbandonato dalla BBC nel 2008.[8]
- Il programma radiofonico della BBC Thanks For The Memory, presentato da Hubert Gregg, presentava regolarmente la musica delle band da ballo britanniche e durò 35 anni fino alla sua morte nel 2004.
- Il drammaturgo televisivo inglese Dennis Potter è stato responsabile della ripopolarizzazione della musica dell'era delle band da ballo britanniche in molte delle sue opere, con i suoi attori che imitavano canzoni d'epoca in Pennies From Heaven (1978) e The Singing Detective (1986).